# Desierto de Tabernas
El desierto de Tabernas es un desierto localizado en la provincia de Almería, Andalucía (España), en los términos municipales de Tabernas, Gádor, Santa Cruz de Marchena, Alboloduy y Gérgal y protegido como paraje natural en una extensión de 280 km². Es catalogado como el único desierto de Europa propiamente dicho, puesto que el resto se consideran zonas semidesérticas.
Las pocas lluvias suelen ser torrenciales, con lo que el pobre suelo de margas y areniscas sedimentarias que posee muy poca vegetación no consigue retener humedad, sino que al contrario sufre mayor erosión formando los característicos paisajes de badlands.
Desde los años 60, el desierto de Tabernas ha sido el escenario de miles de rodajes cinematográficos y publicitarios, lo que le ha llevado a ser conocido como el Hollywood europeo. Por sus áridos parajes han pasado algunos de los más prestigiosos actores y directores del mundo del cine, como son los casos de Steven Spielberg, Sergio Leone, Clint Eastwood, Sean Connery, Harrison Ford, Arnold Schwarzenegger, Sophia Loren y un largo etcétera. Cabe mencionar que en el año 2020 la Academia de Cine Europeo otorgó al Desierto de Tabernas y de manera unánime la distinción de Tesoro de la Cultura Cinematográfica Europea.

## Clima
El clima en el desierto de Tabernas es desde semiárido a mediterráneo e incluso templado frío. Su situación entre la sierra de los Filabres al norte y sierra Alhamilla al sudeste lo aíslan de las corrientes húmedas del cercano mar Mediterráneo, en una zona de poca pluviosidad como es Levante español de la península ibérica. 

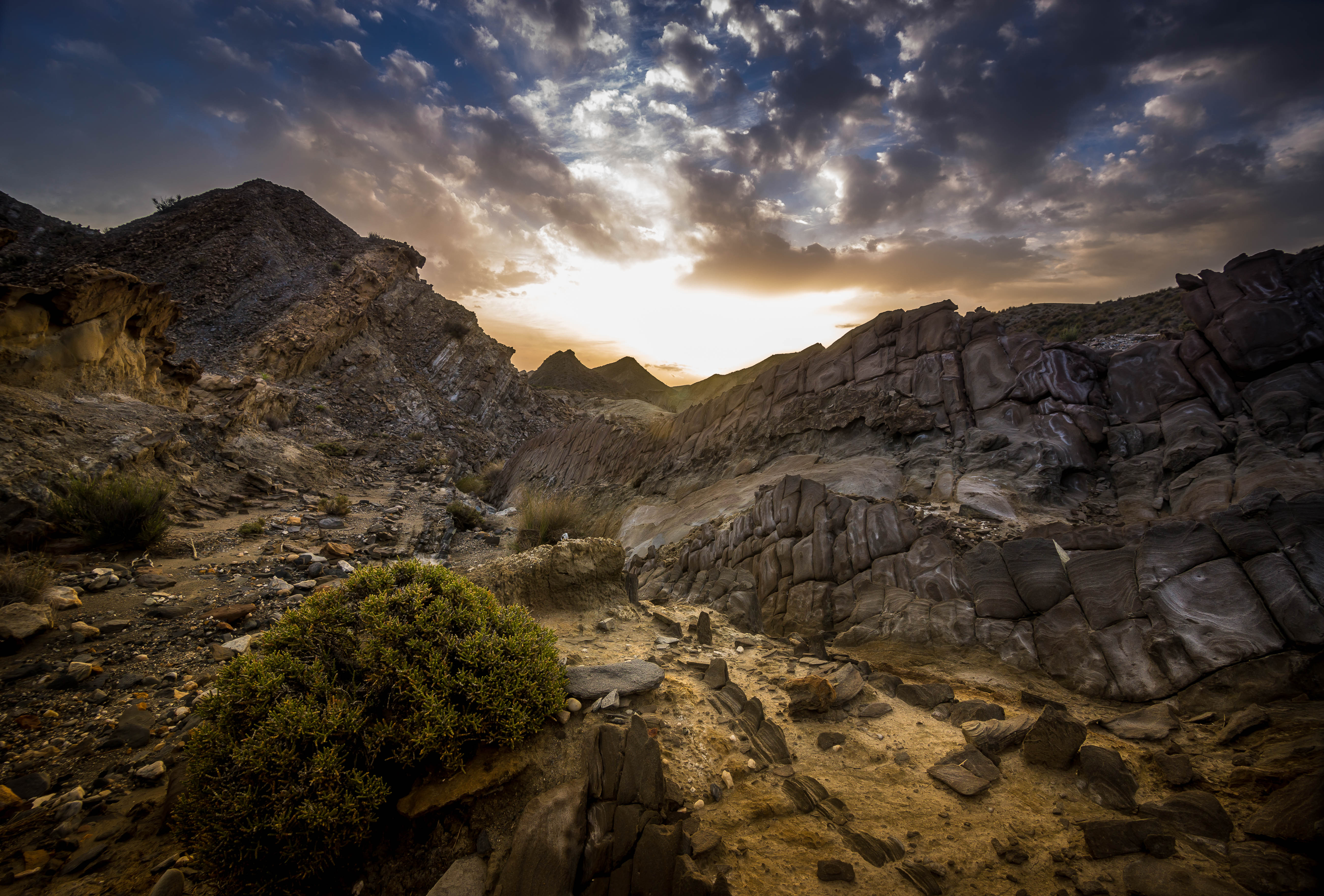
Salida del Sol

En el desierto de Tabernas la temperatura media anual es de unos 17,9 °C. Las medias mensuales oscilan entre los 9 °C de enero y los 24,5 °C de agosto. Las temperaturas en invierno rara vez caen por debajo de cero grados en la noche mientras que durante el verano, las temperaturas máximas absolutas pueden superar los 45 °C y aproximarse a los 50 °C a la sombra en los días más extremos. La precipitación media anual es ligeramente por encima de 200 mm con sólo 1/3 cayendo en la temporada de calor (mayo a octubre). El sol de media anual es de aproximadamente 3000 h.
Así, el clima de Tabernas, entre 400 y alrededor de 800-900 metros, es: a) en el borde de los climas templados y subtropicales (el 18 °C promedio anual isoterma separa ambos climas), b) semiárido de tipo "siria", otros llaman mediterráneo seco, lo que significa que la estación seca se produce durante la temporada de calor (= 6 meses más calurosos el año).
Todas estas características se ven, además, agravadas por el efecto Foehn.
Por encima de aproximadamente 800-900 metros aumenta la precipitación, lo que reduce la temporada de verano seco y la temperatura es más baja. En estas alturas, el clima de la cuenca de Tabernas no es semiárido sino mediterráneo o, en los puntos más altos, incluso más frío templado, experimentando heladas en algunos meses de invierno.
En el municipio de Tabernas la media anual de precipitación es de tan sólo 243 mm.[cita requerida]

## Fauna

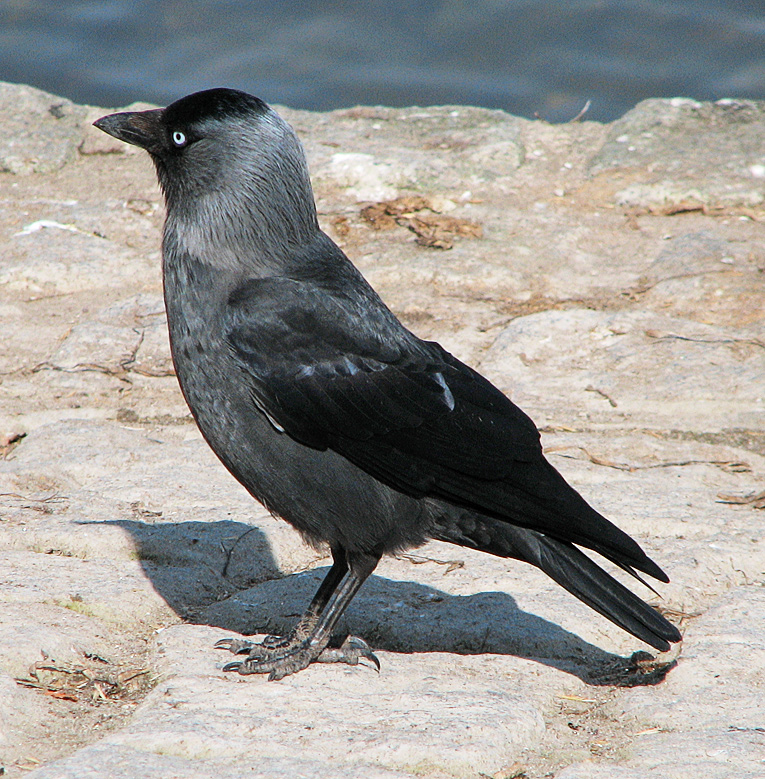
Grajilla

Las zonas de solana y de umbría condicionan también la distribución. Pueden distinguirse dos hábitats principales, montes y ramblas.
La abundancia de insectos conforma la dieta principal de las aves de la zona, como el abejaruco, que construyen sus nidos en profundas cavidades horadadas en los taludes de las ramblas, para así protegerlos de depredadores como la culebra de herradura.

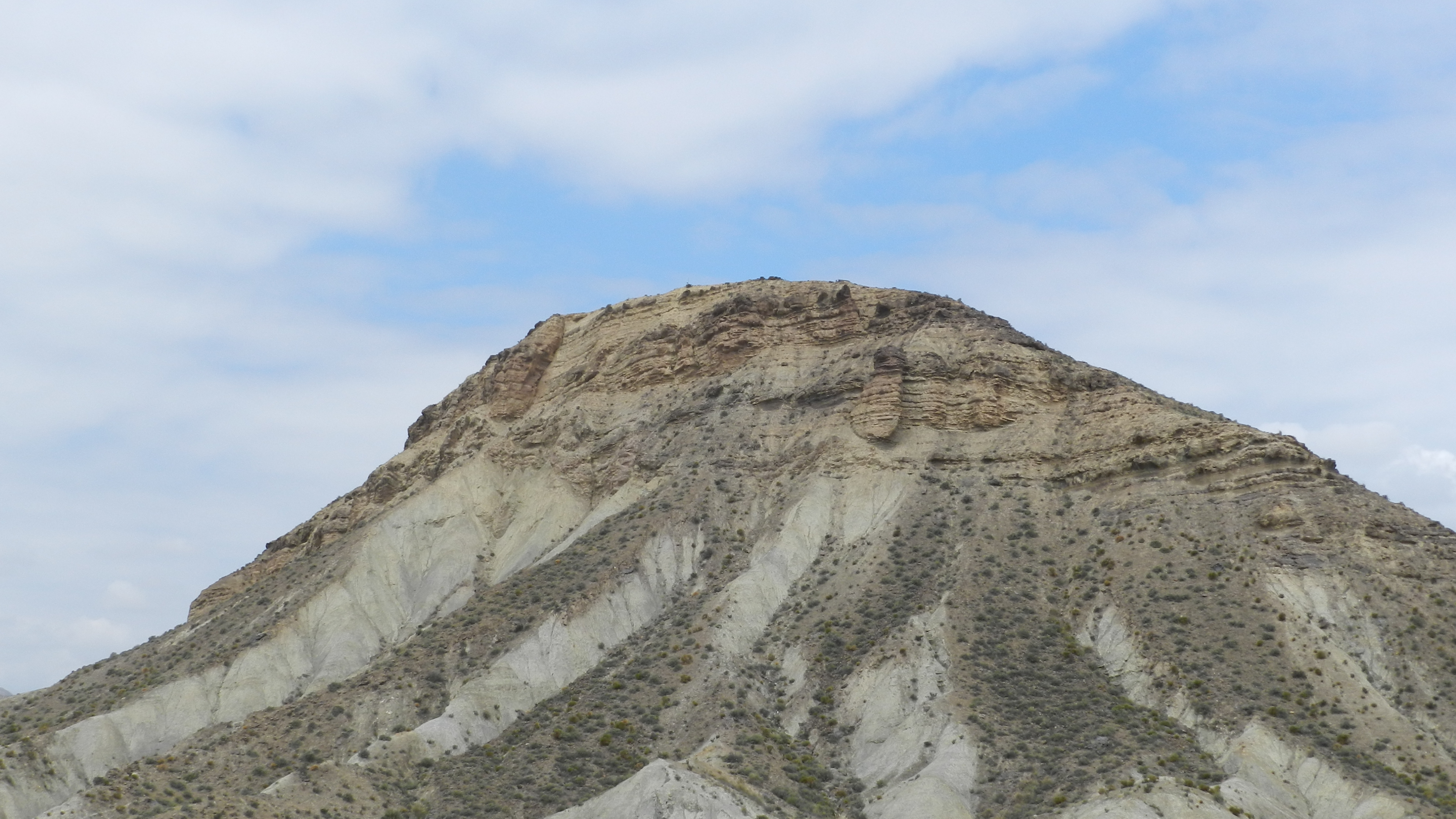
Montaña típica

La perdiz roja anida junto a los espartales del monte y algunos halcones peregrinos y águilas perdiceras y reales, que viven en sierra Alhamilla, utilizan estas zonas como territorios de caza. El búho real caza conejos y pequeños roedores. También hay zorros que cazan al atardecer y por la noche.
En los taludes que rodean las ramblas nidifican gran cantidad de aves como la paloma zurita, la carraca, el cernícalo vulgar, el mochuelo común, la grajilla, el avión roquero, el vencejo real, la collalba rubia, el gorrión chillón (petronia petronia) o el camachuelo trompetero (bucanetes githagineus), que normalmente habita en los oasis saharianos. Los bosquecillos de tarajes (tamarix gallica) y la vegetación de las márgenes del cauce son el lugar elegido por diversas especies de pájaros, como currucas, jilgueros, verdecillos y oropéndolas, e incluso aves acuáticas como andarríos, chortilejos y garzas. También hay aves esteparias como cogujadas, terreras, alcaravanes, sisones y ortegas.

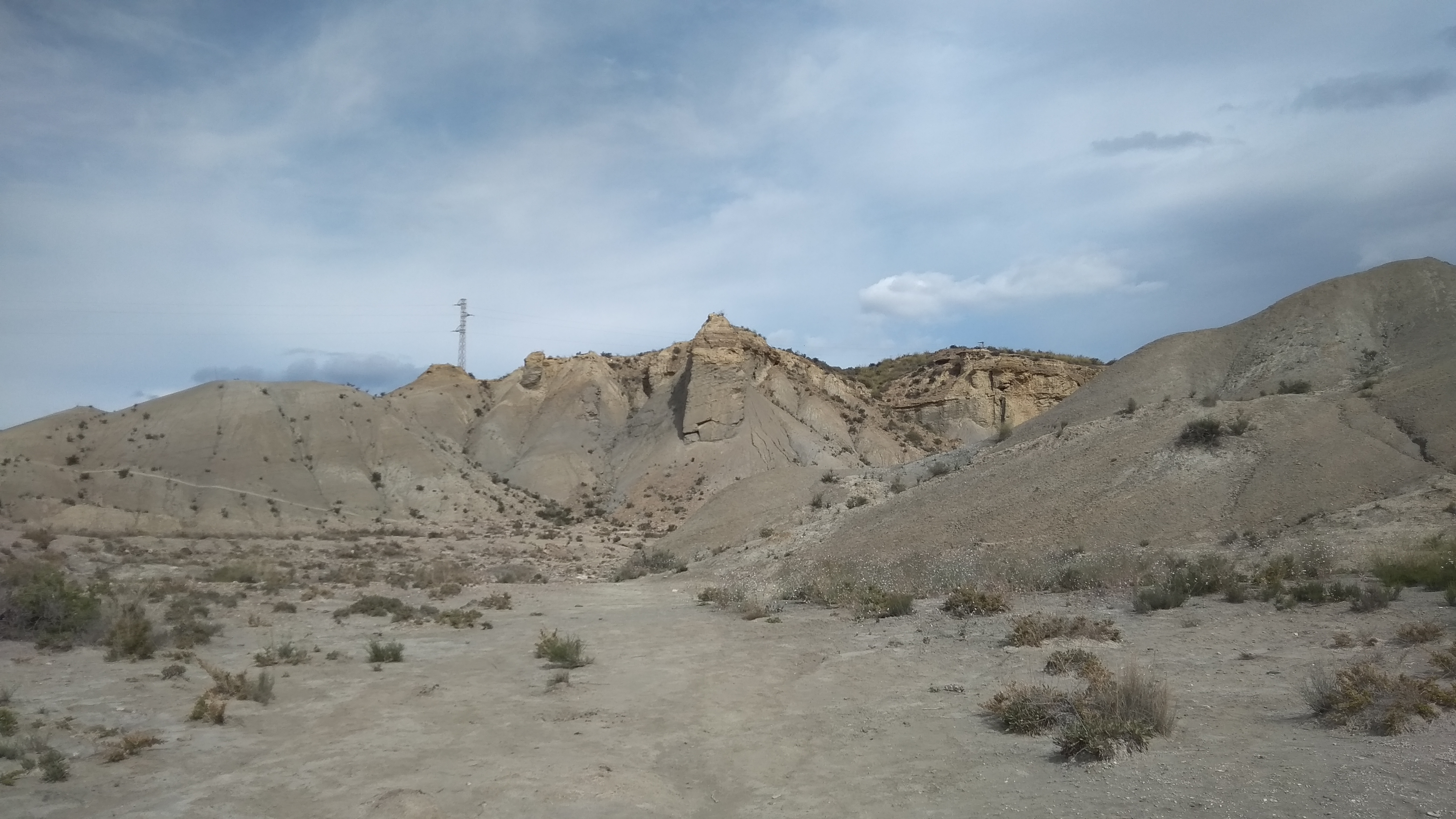
Paisaje desértico

La diversidad de mamíferos es menor aunque abundan los zorros, conejos, liebres, lirones y erizos morunos y comunes.
En las ramblas del desierto el efecto de borde se muestra en todo su esplendor: anfibios, como rana común o sapo corredor, reptiles, como la lagartija colirroja, el lagarto ocelado, y la culebra de escalera, son abundantes, encontrando en ellas un hábitat adecuado. También vive en el desierto una de las últimas poblaciones importantes de la tortuga mora.

## Flora
El Euzomodendron bourgeanum, arbustillo leñoso, perenne, de la familia de las Brassicáceas o Crucíferas, es un endemismo del desierto de Tabernas. Único representante de este género, es una reliquia del Jurásico, de la tribu de las Brassiceae. Catalogada en peligro de extinción por la Junta de Andalucía.

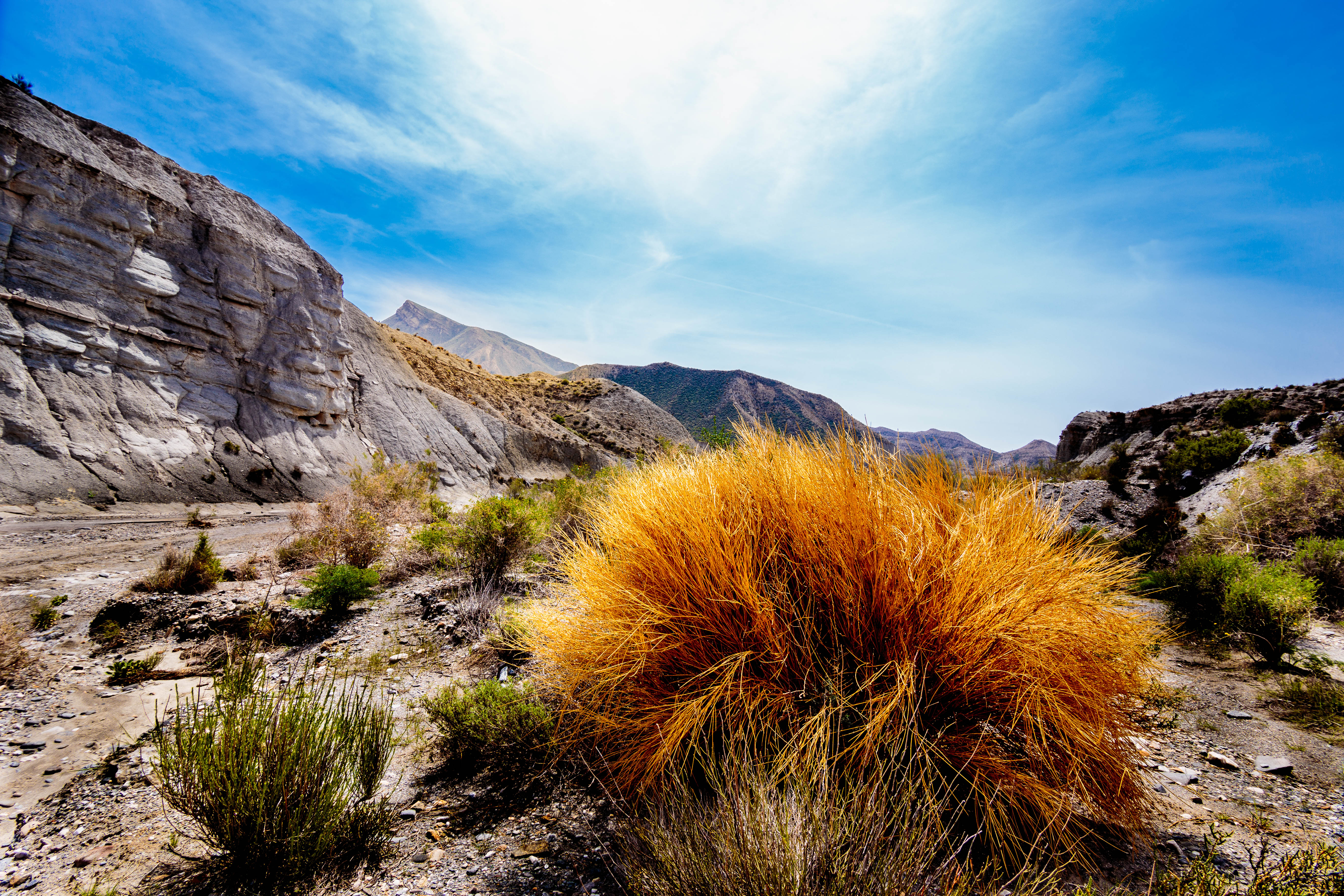
Flora en la zona

Algunas formas vegetales suelen desarrollar hojas duras y muy pequeñas para reducir la evapotranspiración, como la Salicornia, que coloniza gran parte de los márgenes de las ramblas. Algunas plantas efímeras carecen de los mecanismos suficientes para sobrellevar los largos períodos de sequía, sin embargo disponen de un metabolismo muy acelerado y de períodos vegetativos muy cortos, así sus semillas germinan y crecen con suma rapidez, completando su desarrollo en breve tiempo, suficiente como para florecer y generar nuevas semillas a la espera de otro período húmedo, como el caso de la raspalengua, matagallos o gamonita.
Otras especies afrontan el rigor del medio mediante la suculencia o capacidad de almacenar agua en su interior, como la chumbera. Otro procedimiento consiste en desarrollar amplios sistemas radiculares para captar agua, de carácter superficial, lo que produce distanciamiento entre las plantas o bien horizontales aprovechando la existencia de aguas subterráneas, y dotándose de órganos ajenos a la radiación solar, como bulbos, tubérculos y rizomas. La formación de espinas es uno de los sistemas defensivo que presenta gran número de matorrales y arbustos. También existen plantas parásitas que aprovechan los fluidos de las raíces de otros matorrales o arbustos, como el jopillo de lobo. Entre las especies más frecuentes destacan la escobilla, el esparto y diferentes aromáticas como la artemisa o el tomillo, que contribuyen a fijar el suelo. En los bordes de las ramblas y aprovechando las corrientes subterráneas se asientan diferentes especies como el taray, la retama, la adelfa, la higuera y diferentes matorrales como la clavelina, la siempreviva morada o la jarrilla blanca almeriense, endemismo provincial muy extendido en la zona litoral. Han aparecido nuevas plantas de gran interés científico, como la siempreviva rosa, en peligro de extinción por el valor ornamental de sus inflorescencias y la escasa moricandia foetida, que florece en las primaveras lluviosas sobre los taludes margosos. Las numerosas ramblas que se encajan sobre estos paisajes telúricos y abrasadores constituyen el único elemento ecológicamente diferenciado del desierto.
Al socaire de los microclimas existentes en ellas ya a favor de las corrientes subálveas, se ordenan bosquecillos de tarajes y adelfas, en donde encuentra cobijo la avifuana nidificante, como el verdecillo, curruca cabecinegra o la tórtola. En este espacio también existen auténticos oasis en torno a floramientos de agua, casi siempre salinos, y establecen densas formaciones de vegetación halófila en los que carrizos y tarajes disputan el substracto frente a plantas barrilleras, salsoláceas y chenopodiáceas, dominando unos u otros en función de los gradientes de humedad y salinidad del suelo.

## El desierto de Tabernas y el cine

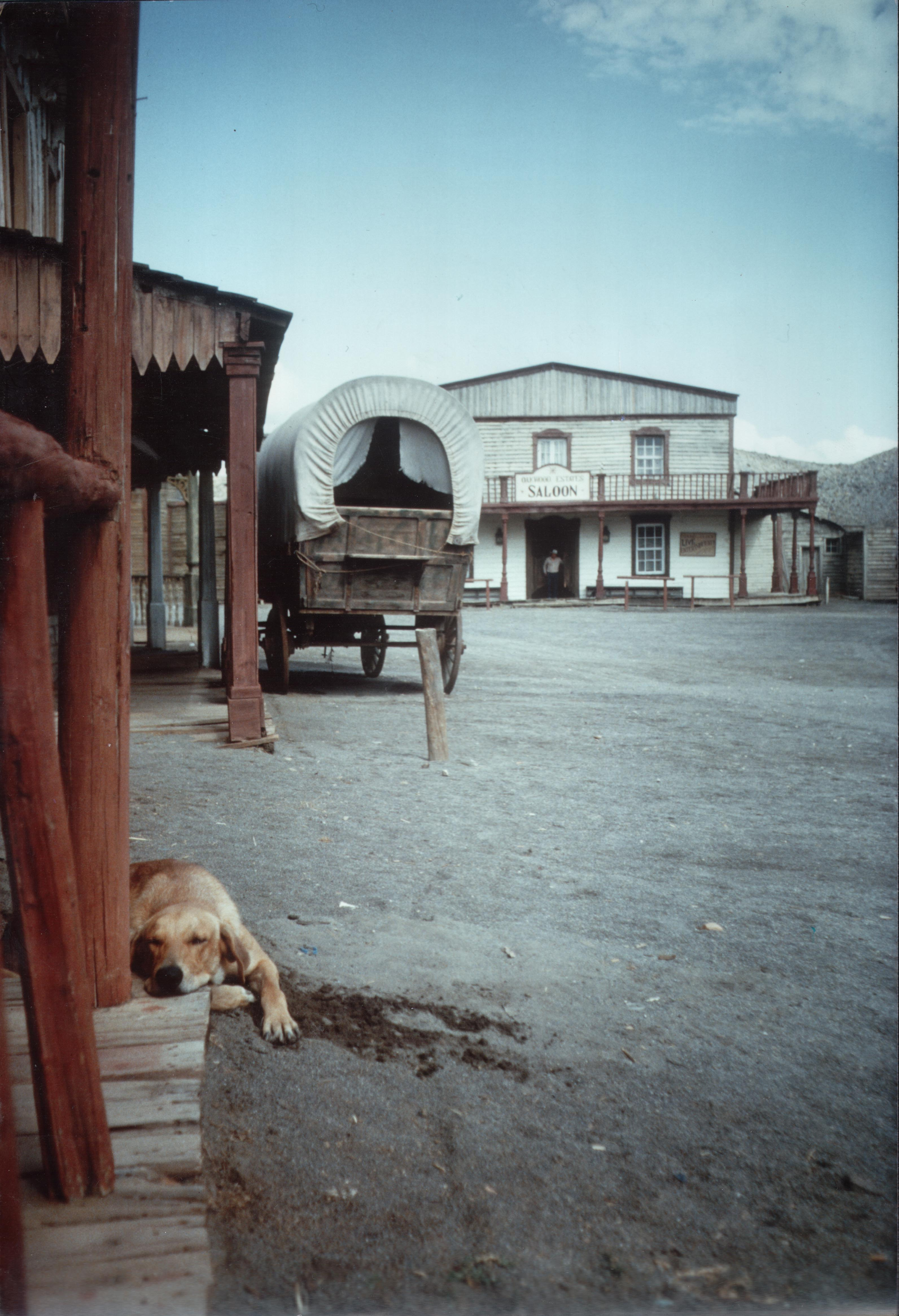
High Noon en Oasys

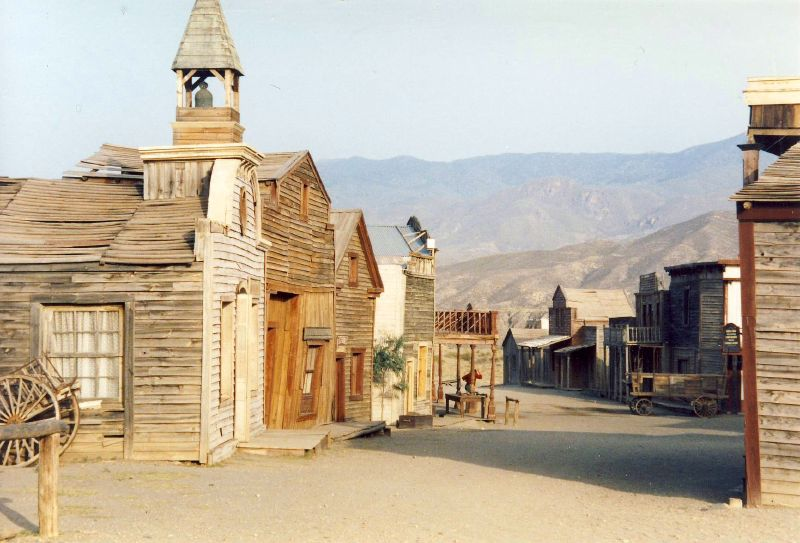
Fort Bravo de Tabernas, muy conocido por el rodaje de películas western.

El desierto de Tabernas fue la principal zona de rodaje de películas en la provincia de Almería cuando esta era conocida como «El Hollywood europeo» en los años 60 y 70. El rodaje de películas en este desierto comenzó a finales de los años 50, siendo el momento de mayor número de rodajes los años 60 y 70. El declive comenzó en los años 80, aunque se seguía rodando un buen número de películas, llegando incluso a rodarse unas cuantas superproducciones.

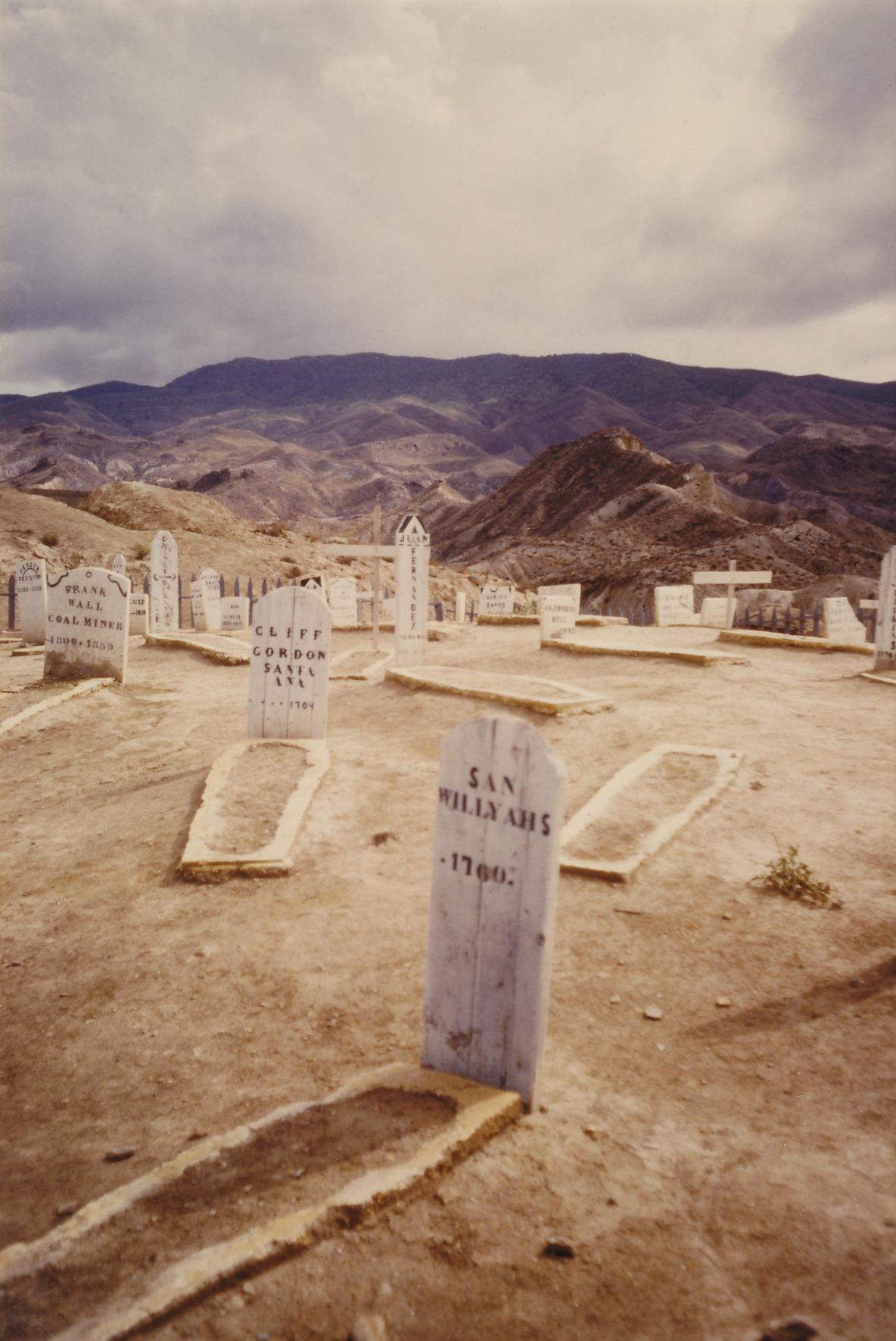
Cementerio Wild West en Oasys

En la actualidad, se ruedan muchos videoclips y anuncios de televisión, aunque de vez en cuando sigue siendo escenario para alguna película o serie de televisión aprovechando el fotogénico paisaje del desierto almeriense y gracias a los poblados del oeste que todavía siguen en pie. Desde finales de los años 1950 hasta la actualidad, se han rodado en este desierto más de 300 películas, la mayoría westerns.
El desierto de Tabernas fue la «capital» del spaghetti western o western italiano de los años 60 y 70, aunque también se rodaron muchos westerns estadounidenses tras el éxito de las películas del director italiano Sergio Leone. Los westerns más famosos rodados en este desierto son los de Sergio Leone con la mítica Trilogía del dólar con Clint Eastwood como protagonista: Por un puñado de dólares (1964), La muerte tenía un precio (1965) y El bueno, el feo y el malo (1966). También destacan las películas Hasta que llegó su hora -protagonizada por Henry Fonda, Charles Bronson, Jason Robards y Claudia Cardinale- y Sol rojo, que se rodó parcialmente en el desierto de Tabernas y en la que participaron Charles Bronson y Toshiro Mifune.
Pero además de westerns, en el desierto de Tabernas se han rodado muchas películas de otros géneros, entre las que destacan: Lawrence de Arabia (1962), Cleopatra (1963), Patton (1970), Conan el Bárbaro (1982) o Indiana Jones y la última cruzada (1989).

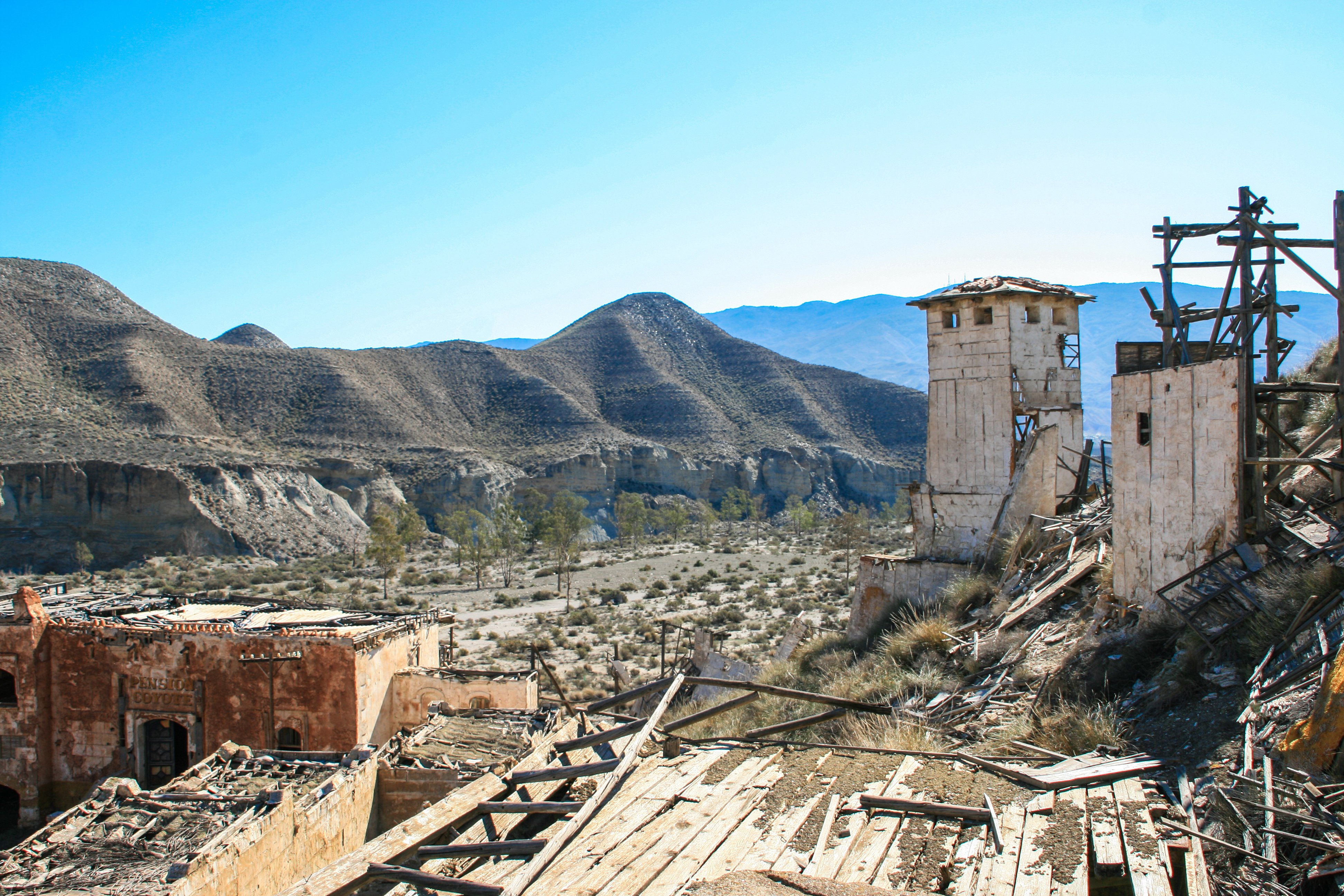
Decorados y torre de El Cóndor

En el año 2002, se rodó la película de comedia y western 800 balas, dirigida por Álex de la Iglesia y protagonizada por Sancho Gracia. También se rodó un capítulo de la séptima temporada de la conocida serie británica de ciencia ficción Doctor Who, titulado A Town Called Mercy, emitido en BBC One el 15 de septiembre de 2012, así como varios episodios de la tercera temporada de Penny Dreadful en 2015. A finales de 2013 Ridley Scott rodó en este desierto Exodus, película que narra la vida del personaje bíblico de Moisés, interpretado por el actor británico Christian Bale. En 2016 se usó el desierto como set para el vídeo Shout out to my ex de Little Mix incluido en su cuarto álbum. El mismo año también se grabaron escenas para la sexta temporada de Juego de Tronos, representando territorio dothraki. En 2017 se grabaron los exteriores del capítulo Black Museum, de la cuarta temporada de la serie Black Mirror.

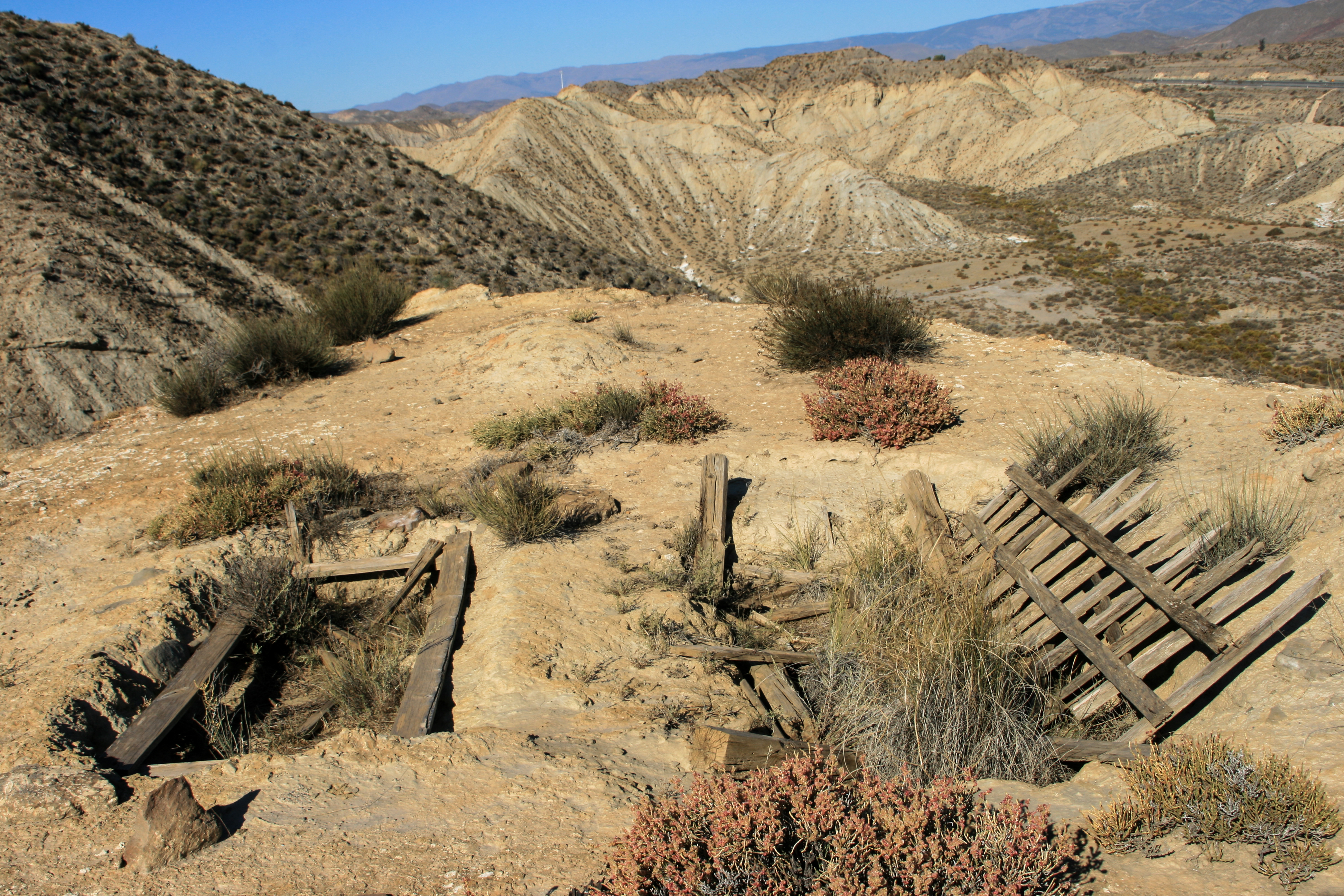
Restos del cementerio construido en 1987 junto al poblado Nueva Frontera, para el rodaje de Directos al Infierno

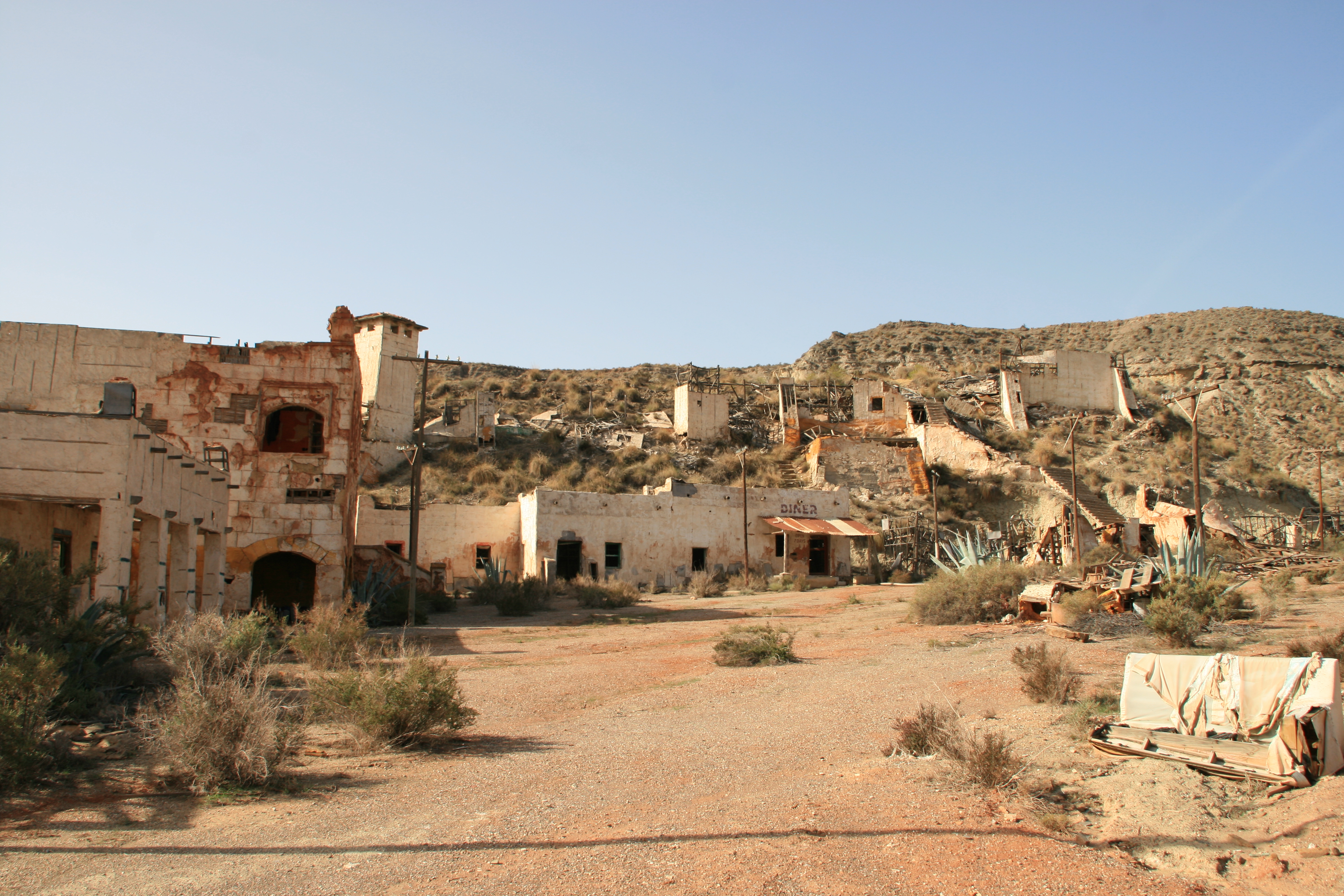
Decorados de la fortaleza construida para la película El Cóndor, de 1970

Los más importantes directores y actores de Hollywood pisaron el desierto de Tabernas, entre los que se pueden destacar: Steven Spielberg, David Lean, Orson Welles, John Huston, George Lucas, Joseph L. Mankiewicz, John Sturges, Clint Eastwood, Henry Fonda, Burt Lancaster, Richard Burton, Harrison Ford, Sean Connery, Charlton Heston, Yul Brynner, Rex Harrison, Jack Nicholson, Gene Hackman, Charles Bronson, Peter O'Toole, Anthony Quinn, Faye Dunaway, Arnold Schwarzenegger, Rod Steiger, Michael Caine, James Coburn, Raquel Welch, Ursula Andress, y un largo etcétera. Incluso el mítico cantante de The Beatles, John Lennon, protagonizó una película en el desierto de Tabernas: Cómo gané la guerra (1967), de Richard Lester.
En algunas zonas del desierto aún se conservan decorados pertenecientes a algunas películas rodadas aquí, como la fortaleza mexicana construida para El Cóndor, cuyos decorados fueron posteriormente reutilizados para otros rodajes como los de Una razón para vivir y una para morir (1972) con Bud Spencer y Telly Savalas, Marchar o morir (1977) con Gene Hackman y Terence Hill, y Conan el Bárbaro con Arnold Schwarzenegger. Aunque gran parte de las murallas han desaparecido debido al abandono, aún pueden verse algunos edificios y una de las torres. También pueden visitarse los restos, ya en ruinas, del poblado Nueva Frontera, utilizado para varias películas como Directos al infierno (1987) con Joe Strummer, Dennis Hopper y Courtney Love, o Chino (1973) con Charles Bronson.
El los últimos años, el desierto de Tabernas ha vuelto a servir de escenario a múltiples rodajes de nivel internacional. Entre algunas importantes superproducciones rodadas en este árido paraje destacan: Assassin's Creed (2016), Los hermanos Sisters (2018), Terminator: Dark Fate (2019) y un largo etcétera.
Otro hecho importante que pone de relieve la importancia de este enclave geológico y cinematográfico, son las palabras del prestigioso director de cine Quentin Tarantino, quien explicó recientemente su enorme interés en rodar su propio western en Almería.